# The Desert Demon
Pour plus de détails, voir Fiche technique et Distribution.
The Desert Demon est un film américain réalisé par Richard Thorpe, sorti en 1925.

## Synopsis
Bill Davis sauve une Indienne, attaquée par Jim Slade. Plus tard, Bill se perd dans le désert, son cheval meurt de soif et il est sur le point de subir le même sort lorsqu'elle est secourue par Nita Randall. Le père de Nita est propriétaire d'une mine aux abords du désert, dont Jim Slade veut prendre le contrôle. Randall tue un des hommes de Slade, mais il est blessé mortellement. Nita lui en fait porter la responsabilité, mais elle finit par lui pardonner lorsqu'il bat Slade.

## Fiche technique
- Titre original : The Desert Demon
- Réalisation : Richard Thorpe
- Scénario : Alex McLaren
- Photographie : Ray Ries
- Production : Lester F. Scott Jr.
- Société de production : Action Pictures
- Société de distribution : Weiss Brothers Artclass Pictures
- Pays de production :  États-Unis
- Langue originale : anglais
- Format : noir et blanc — 35 mm — 1,37:1 — Film muet
- Genre : Western
- Durée : 5 bobines - 1 528 m
- Dates de sortie :
  - États-Unis :4 octobre 1925

## Distribution
- Jay Wilsey : Bill Davis
- Betty Morrissey : Nita Randall
- Frank Ellis : Jim Slade
- Harry Todd : Snitz Doolittle
- John B. O'Brien : Bugs
- Frank Austin : Randall, le père de Nita
- Margaret Martin : la squaw